# Dundalk (Irland)
Dundalk (irisch Dún Dealgan, dt. „Die Festung von Dealgnait“) ist die Hauptstadt des Countys Louth in der Provinz Leinster in Irland und wurde um 1189 von Bertram de Verdon gegründet.  Der irische Name Dún Dealgan steht in Verbindung mit dem mystischen irischen Helden Cú Chulainn. Die 80 Kilometer nördlich von Dublin gelegene Stadt hatte 2022 rund 43.112 Einwohner.

## Geographie
Dundalk liegt an der M1/N1 National Primary Route genau zwischen den beiden größten Städten Irlands, Dublin und Belfast; die Entfernung zur nordirischen Grenze beträgt knapp 10 Kilometer. Die Stadt hat durch die Dundalk-Bucht Zugang zur Irischen See und auch einen kleinen Hafen. Die Reisezeit zum rund 70 Kilometer entfernten Dublin International Airport beträgt mit dem Bus ca. 80 Minuten, mit dem Auto auf der M1 50 Minuten. Außerdem ist Dundalk mit dem Zug zu erreichen; die Stadt liegt an der Eisenbahnstrecke Dublin–Belfast.

## Geschichte
Die Felsritzungen von Ballinloughan deuten auf frühgeschichtliche Spuren.
Die Stadt wurde um 1189 als normannische Festung durch Bertram de Verdon gegründet. Am 29. Juni 1315 wurde die Stadt von Truppen des Edward Bruce bei der Schlacht von Faughart fast vollständig zerstört und ihre anglo-irische und gälische Bevölkerung massakriert. Dundalk war nach dessen Niederlage praktisch eine Grenzstadt als nördlichster Außenposten des von Anglo-Normannen dominierten Pale und blieb auch während der anschließenden Tudor-Eroberung Irlands der nördliche Außenposten der englischen Herrschaft. Eine Belagerung Droghedas in den Irischen Konföderationskriegen fand 1641 bis 1642 statt. 1649 wurde der Ort dann von Oliver Cromwells Truppen erobert. 1673 erhielt Dundalk seine Stadtrechte wieder. Die Statue der Maid of Eireann am Stadtplatz erinnert an die Irische Rebellion von 1798. Mit dem Local Government (Ireland) Act 1898 wurde das Gebiet des County Louth erweitert und Dundalk als Hauptstadt bestätigt. Dundalk wurde so 1921 Teil des irischen Free State und später der Republik Irland, ist aber von der Nähe zur nordirischen Grenze geprägt.

## Sehenswürdigkeiten
Unter den zahlreichen Kirchen in Dundalk ist die nach dem Vorbild der King’s College Chapel in Cambridge erbaute und 1847 fertiggestellte römisch-katholische St. Patrick’s Church die größte der Stadt.

## Wirtschaft
In der Region um Dundalk haben mehrere international tätige Unternehmen Niederlassungen wie Xerox, ABB, Coca-Cola, Diageo, Quantum.

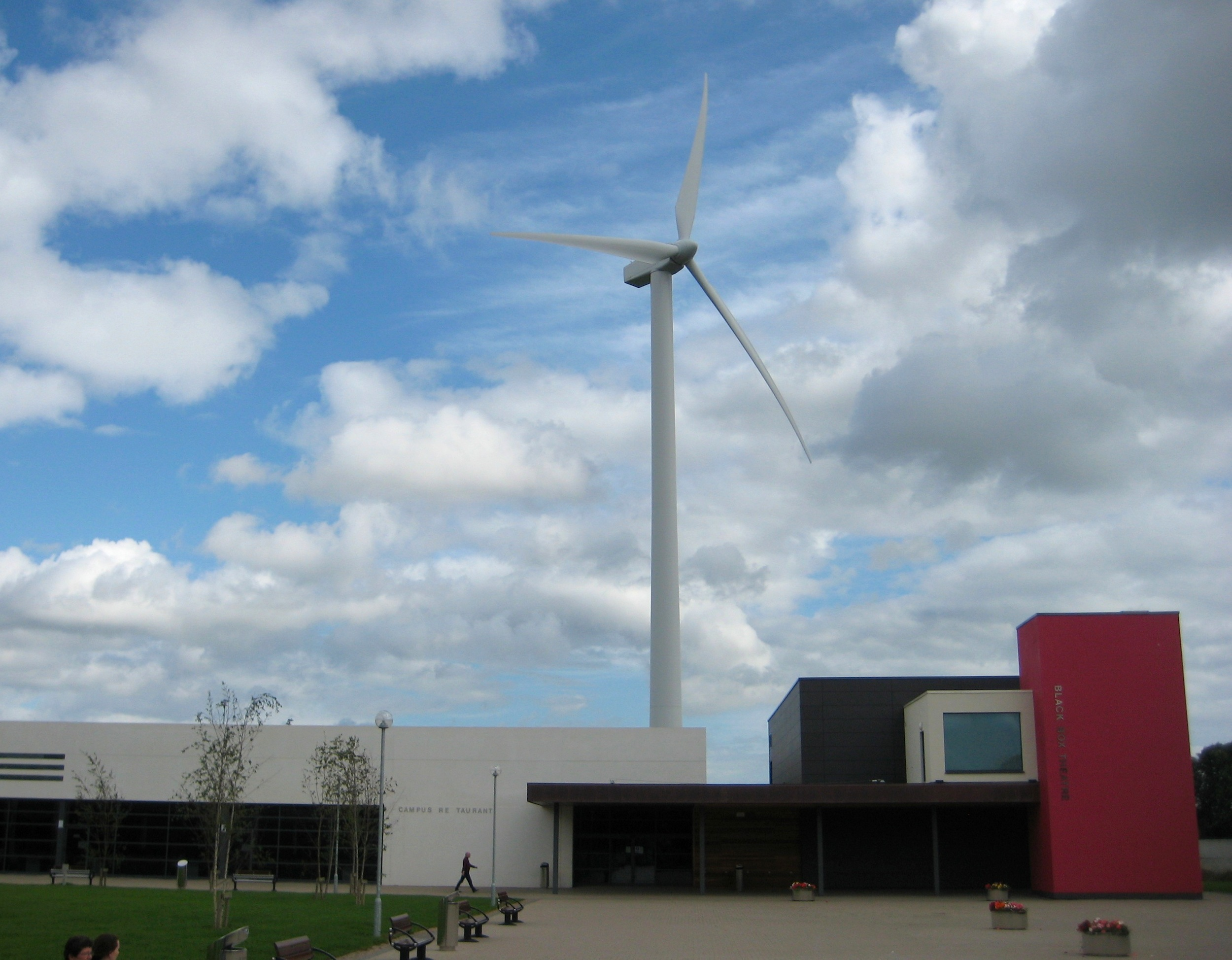
Dundalk Institute of Technology, Black Box Theater, Kantine und Windkraftanlage

## Bildung
Größte Bildungseinrichtung ist das Dundalk Institute of Technology (DKIT), eine von 14 Hochschulen dieser Art in Irland.

## Freizeit und Kultur
Dundalk besitzt eine beachtliche Anzahl an Pubs, Hotels, Nightclubs und einen Kinokomplex mit sieben Kinos. Golfer's Paradise besteht aus vier 18-Loch-Golfplätzen.
2004 wurde ein modernes Stadion für Greyhound-Hunderennen und Pferderennen eröffnet, das Dundalk Stadium.
Dundalk ist außerdem Heimat der erfolgreichen Popband The Corrs und Heimstätte des Fußballclubs Dundalk FC.

## Städtepartnerschaft
Dundalk ist seit 1990 mit der französischen Stadt Rezé in der Region Pays de la Loire partnerschaftlich verbunden.

## Söhne und Töchter der Stadt
- Richard FitzRalph (≈1300–1360), Theologe, Erzbischof von Armagh
- Francis Leopold McClintock (1819–1907), Konteradmiral der britischen Marine und bedeutender Arktisforscher
- Roland Foster (1879–1966), australischer Sänger und Musikpädagoge
- James Coburn (1882–1953), Politiker
- Pádraig Faulkner (1918–2012), Politiker
- George Coburn (1920–2009), Politiker
- Maeve O’Brien-Kelly (* 1930), Autorin
- Peter Rice (1935–1992), Ingenieur und Autor
- Brendan McGahon (1936–2017), Politiker
- Thomas Maurice Rice (1939–2024), irisch-US-amerikanischer theoretischer Festkörperphysiker
- Michael McKevitt (1949–2021), Paramilitär (Provisional IRA, Real IRA)
- Paddy Agnew (* 1955), Politiker
- Liam Reilly (1955–2021), Singer-Songwriter
- Peter Fitzpatrick (* 1962), Politiker
- Jim Corr (* 1964), Musiker, Mitglied der Gruppe The Corrs
- John Moore (* 1970), Regisseur und Drehbuchautor
- Sharon Corr (* 1970), Musikerin, Mitglied der Gruppe The Corrs
- Caroline Corr (* 1973), Musikerin, Mitglied der Gruppe The Corrs
- Andrea Corr (* 1974), Musikerin und Sängerin, Mitglied der Gruppe The Corrs
- Eve McCrystal (* 1978), Radrennfahrerin
- Ruairí Ó Murchú (* 1978), Politiker
- Niall Breen (* 1986), Rennfahrer
- Rob Kearney (* 1986), Rugbyspieler
- Adam Pepper (* 1991), Eishockeytorhüter
- Emmanuel Adegboyega (* 2003), Fußballspieler nigerianischer Herkunft